# Estrada de Ferro Rio d'Ouro

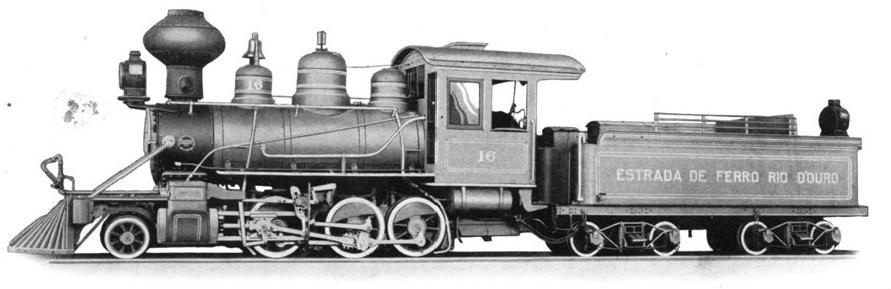
Locomotiva Baldwin Locomotive Works nº 16 da EF Rio d'Ouro, tipo Mogul 2-6-0

A Estrada de Ferro Rio d'Ouro foi autorizada em 1875 a implantar uma linha férrea, como auxiliar da construção da adutora entre o Caju e as represas do Rio d'Ouro, na Baixada Fluminense.
A ferrovia foi construída para auxiliar nas obras de construção das adutoras para o abastecimento de água para a cidade do Rio de Janeiro, de acordo com o Decreto nº 2639 de 22 de setembro de 1875, desde os mananciais da Serra do Tinguá, na Baixada Fluminense.  Tinha por objetivo transportar os materiais e os operários empregados durante a construção.
Em 1882 a ferrovia foi concluída, sendo aberta ao público em 15 de janeiro de 1883, sendo que os primeiros trens de passageiros começaram a circular, partiam do Caju em direção à represa Rio d’Ouro. Em 1896, passaram a circular com melhor regularidade, até a Pavuna.
Mais tarde foi vendida ao Governo pela soma de 778 contos, 600 mil e 664 reis. Inicialmente a estrada tinha uma extensão de 58 km, que seguia paralelamente à Estrada de Ferro Central do Brasil, passando por Benfica, Pilares, Irajá, Pavuna, Brejo, Cava e Rio D'Ouro.
Sua frota era constituída de cinco locomotivas da Hunslet Engine Co, 11 carros e 41 vagões. O relatório da empresa em 1883, registrava o transporte de 29.132 passageiros, 4870 toneladas de carga e 133 tonelagem de bagagem e encomendas.

## Ramais
Possuiu os seguintes ramais:
- Praia Pequena (extinta), no Caju, e os seus trilhos iam até Triagem, de onde seguiam para o destino final.
- Porto de Maria Angu, que existia na Penha, e seguia até a linha principal, em Vicente de Carvalho.[2]
- Ramal de Xerém,  foi aberto provavelmente já em 1883, com a linha principal da E. F. Rio D'Ouro. Saía da estação de Belford Roxo e seguia até a localidade de Xerém. Fechou sua linha em maio de 1969, quando correu o último trem de passageiros.[4]
- Ramal de Tinguá, foi aberto provavelmente já em 1883, com a linha principal da E. F. Rio D'Ouro. Saía da estação de José Bulhões (Cava) e seguia até a localidade de Tinguá. Passou a transportar passageiros e fechou suas linhas em 1964.[5]
- Ramal de Jaceruba, antigo Ramal de São Pedro, foi aberto provavelmente já em 1883, com a linha principal da E. F. Rio D'Ouro. Saía da estação de Belford Roxo e seguia até a localidade de São Pedro (Jaceruba). Passou a transportar passageiros e fechou sua linha em 1970. Foi a última linha da E. F. Rio de Ouro a fechar.[4]

Em sua melhor fase, a Rio d’Ouro servia diversos subúrbios do Rio, como o Engenho da Rainha, Inhaúma, Irajá, os já citados Vicente de Carvalho e Pavuna, além de diversas localidades da Baixada Fluminense, como Belford Roxo, Areia Branca, etc.
Em 1925, após a construção de vários ramais, a EF Rio D'Ouro possuía uma extensão de 146 km, partindo da Quinta do Caju com chegada em Jaceruba, Tinguá e Xerém.
Foi incorporado a EF Central do Brasil em 1928.
Apesar de ter sido incorporada a EFCB e ao contrário dos ramais e linhas de subúrbio desta, que dispunham de eletrificações, a Rio d'Ouro sempre permaneceu utilizando-se de suas locomotivas à vapor (popularmente conhecidas como marias-fumaças) em suas linhas de bitola métrica, mesmo se tratando de uma ferrovia urbana. 
No início dos anos 1950, inaugurou-se a eletrificação do trecho da ferrovia entre Pavuna e Belford Roxo, que teve sua bitola ampliada para mista (posteriormente para larga) e passaria a também receber os trens elétricos de subúrbio da Linha Auxiliar e dividindo espaço com os tradicionais trens à vapor da Rio d'Ouro. 
Entre a década de 1960 e início da década de 1970, iniciou-se a desativação e erradicação de suas linhas. A maior parte do seu leito foi utilizada para a implantação da Linha 2 do Metrô que foi se expandindo gradativamente até ser completada em 1998, tendo no trajeto, as estações de Del Castilho, Inhaúma, Engenho da Rainha, Vicente de Carvalho, Irajá, Colégio, Coelho Neto e como parada final, Pavuna. O outro trecho entre Pavuna e Belford Roxo, permaneceria sendo utilizado por trens urbanos como parte do atual Ramal de Belford Roxo, hoje operado pela concessionária SuperVia e sendo também o único trecho mantido e em atividade da antiga Rio d'Ouro. 

## Curiosidades
Vicente Carvalho, e não Vicente de Carvalho, era o nome de um antigo fazendeiro local, e erradamente passou a ser confundido com o juiz e poeta paulista Vicente de Carvalho, que não tem nenhuma ligação com o bairro e com a estação ferroviária.